# Besleria capitata
Besleria capitata är en tvåhjärtbladig växtart som beskrevs av Eduard Friedrich Poeppig. Besleria capitata ingår i släktet Besleria och familjen Gesneriaceae. Inga underarter finns listade i Catalogue of Life.